# Fu (kana)

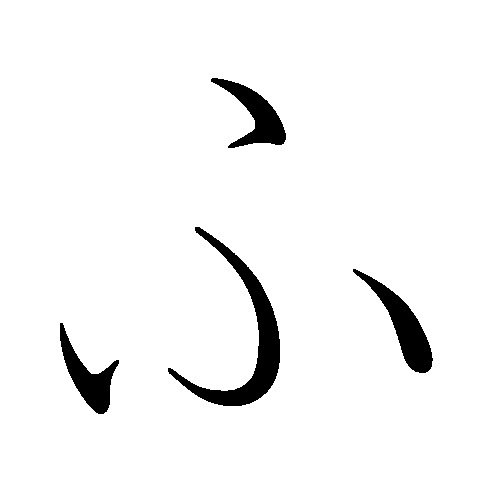
Fu w hiraganie

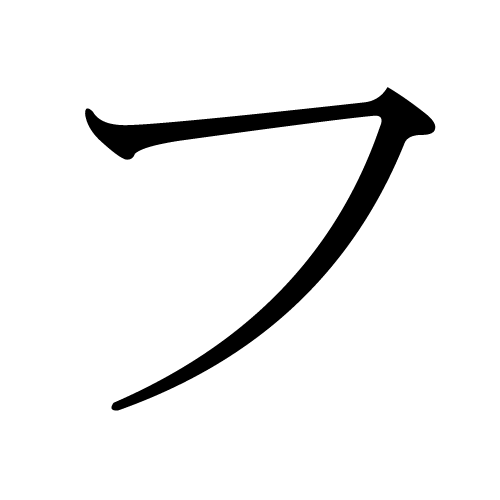
Fu w katakanie

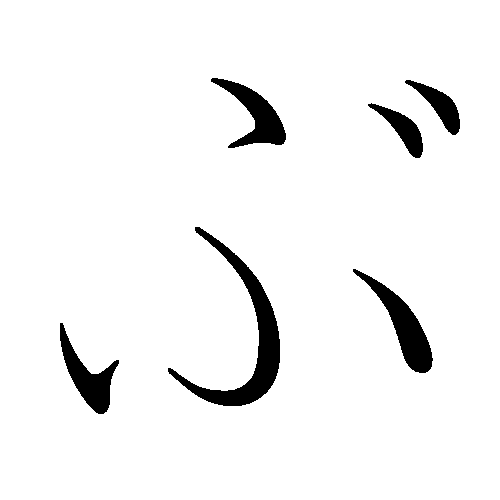
Bu w hiraganie

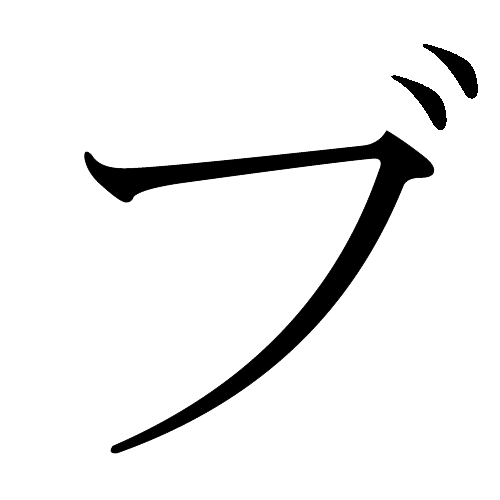
Bu w katakanie

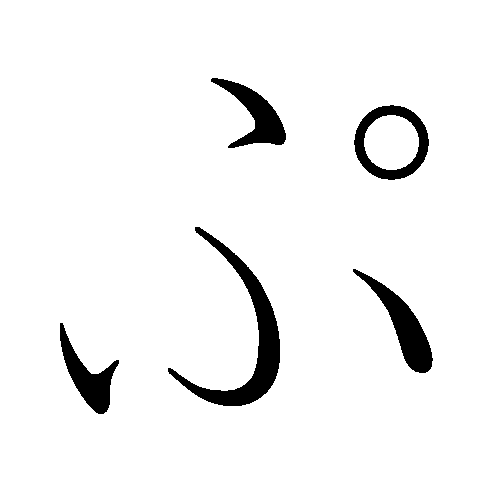
Pu w hiraganie

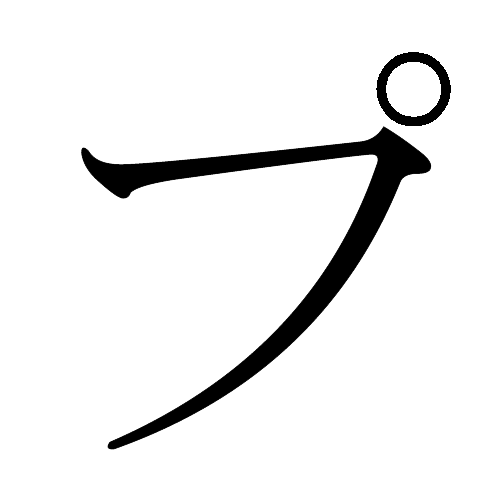
Pu w katakanie

Fu – dwudziesty ósmy znak japońskich sylabariuszy hiragana (ふ) i katakana (フ). Reprezentuje on sylabę fu. Pochodzi bezpośrednio od znaku 不 (obydwie wersje).
Mimo że znak ten zaczyna się w transkrypcji Hepburna na literę F, to w rządowej transkrypcji Kunrei znak ten w alfabecie łacińskim zapisuje się jako hu. Z tego powodu znak ten należy do grupy H i, jak każda sylaba z tej grupy, fu może ulec udźwięcznieniu na dwa sposoby. Po dodaniu do obydwu wersji dakuten (ぶ i ブ) znak wymawia się jak bu, natomiast jeśli dopisze się do niego handakuten (ぷ プ), to jest wymawiany jak pu. Warto dodać, że w dawnej japońszczyźnie znak fu był wymawiany jak pu, nawet jeśli nie było przy nim dakuten.
Dodatkowo znak fu w wersji z katakany jest używany w kombinacjach z pomniejszonymi znakami samogłosek oraz ya, yu i yo do tworzenia sylab nieistniejących w języku japońskim, np. ファ (fa). 
Pomniejszonej wersji znaku pu (ㇷ゚) używa się w języku ajnuskim na oznaczenie dźwięku p bez samogłoski.